# رادوسلاو باچف
رادوسلاو باچف (بلغاری: Радослав Бачев؛ زادهٔ ۹ آوریل ۱۹۸۱) بازیکن فوتبال اهل بلغارستان است.
از باشگاه‌هایی که در آن بازی کرده است می‌توان به باشگاه فوتبال بوتو پلوودیو اشاره کرد.